# Gesellschaft freier künstlerischer Initiativen
Die Gesellschaft freier künstlerischer Initiativen (GfkI) war eine Konzertorganisation, die zwischen 1982 und 1989 in Nordrhein-Westfalen, vor allem im Köln-Bonner Raum, klassische Konzerte und Festivals mit neuen Programmkonzepten durchführte.

## Gründung
Die als Gesellschaft des bürgerlichen Rechts konstituierte Organisation wurde am 25. Oktober 1982 in Bonn von vier Studenten gegründet: Wolfgang Badun (Student der Orchesterleitung an der Hochschule für Musik Köln), Künstlerische Gesamtkoordination. W.-Joseph Hölderle (Student der Komposition an der Hochschule für Musik Köln) Vorsitzender. Roland Hoinka (Student der Rechte an der Universität Bonn), Geschäftsführer. Roland Hoinka schied nach einem Jahr aus der Gesellschaft aus; die Geschäftsführung wurde von Wolfgang Badun übernommen. Ingo Metzmacher (Student der Musiktheorie an der Hochschule für Musik Köln), Programmdirektor.

## Programmatik

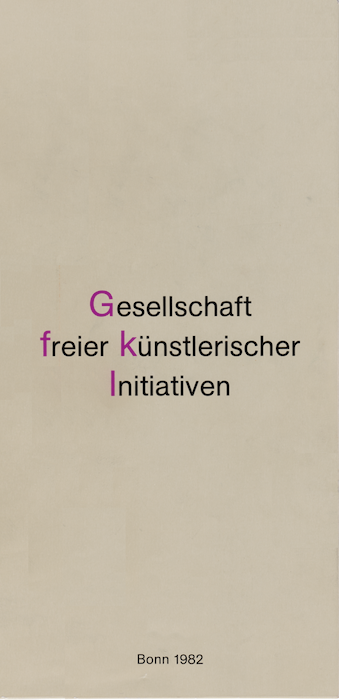
Cover der Satzung der GfkI von 1982

Gemäß ihrem Gesellschaftsvertrag verstand sich die GfkI in erster Linie als „freie Initiative“, die unabhängig von den Zwängen des konventionellen Konzertbetriebes und dessen tradierter Programmatik andere und neue Inhalte erfinden, ausprobieren und durchsetzen wollte.
In der Präambel der Satzung heißt es dazu u. a:
„Einer Vertiefung des lebendigen Bewußtseins Neuer Musik wird vor dem Hintergrund der abendländischen Tradition besondere Bedeutung zugemessen.“ Laut Satzung sollte ferner „… die Förderung und Verwirklichung der eigenständigen künstlerischen Projekte unabhängig von modischen Trends und dem Diktat einer anonymen Kulturbürokratie durchgeführt werden“.
Zentrale Anliegen:
- Die Aufführung und Realisierung von Werken abseits des gängigen Repertoires, die von besonderem musikalischem Reiz und Interesse erscheinen
- Die Aufarbeitung des Repertoires der sogenannten „Klassischen Moderne“
- Brücken zu schlagen ins Repertoire der Klassik, um klassische Werke aus heutiger Perspektive neu zu bestaunen und umgekehrt
- Ein Podium zu sein für herausragende junge Solisten und Ensembles

## Finanzierung
Finanziert wurden die GfkI-Projekte aus Eigenmitteln der Gründer, aus Einnahmen aus den Veranstaltungen und Spenden von Privatpersonen. In Einzelfällen kamen Projektzuschüsse wie beispielsweise vom Sekretariat für gemeinsame Kulturarbeit NRW, den Kulturämtern der Städte oder Honorare für Rundfunkmitschnitte. Zudem stellte der 1985 ins Leben gerufene „GfkI-Förderkreis“ Mitgliederbeiträge und Spenden zur Verfügung. Viele ehrenamtliche Helfer unterstützen die häufig aufwendigen Projekte. Besonders gefördert wurde die Arbeit der GfkI vom Rektor der Staatlichen Hochschule für Musik Rheinland und späteren Präsidenten des Deutschen Musikrates Franz Müller-Heuser sowie von weiteren Institutionen und Privatpersonen.

## Hintergrund
Anfang der 1980er Jahre war es noch nicht üblich, in Konzerten verschiedene Genres und Stile zu mischen, also Werke der Klassik mit Werken der Neuen Musik und verschiedene Musikstile und Genres aus verschiedenen Epochen „über Kreuz“ in einem Programm aufzuführen. Gerade aber ein solcher Genre-Mix und Style-Clash wurde zu einem Schwerpunkt und zum Markenzeichen der GfkI-Programme: In der Gegenüberstellungen von auf den ersten Blick in jeder Hinsicht weit auseinander liegenden Musikwerken sollten deren musikalische Unterschiede, Gemeinsamkeiten oder Analogien für den Konzertbesucher nachvollziehbar gemacht und damit ein bewussteres Hören und ein tieferer Zugang zu den Werken ermöglicht werden. Das Ziel solcher Cross-Programme war es also, eingefahrene Hörkonventionen aufzubrechen und perspektivisch zu erweitert: Dies wurde von den Programmmachern so formuliert: „Die Musik unserer Zeit erlebbar machen und Brücken schlagen zur älteren Musik, die es aus der Persepektive des 20. Jahrhunderts neu zu bestaunen gilt “.
Indem die Gfki auch als Podium für herausragende junge Solisten und Ensemble fungierte, wurden Kontakte zu gleichgesinnten und ideell engagierten Musikern in ganz Deutschland und europaweit geknüpft. Zum Festival anlässlich des „Europäischen Jahres der Musik“ (Themenjahr der Europäischen Union 1985) kamen Musiker und Ensembles aus London, Hamburg, Paris, Hannover, Kopenhagen, Freiburg und Essen nach Köln.
In diesem Sinne waren die GfkI-Projekte in ihrer Zeit vollkommen neue „Konzerte zum Nach-Denken und Neu-Hören“. Sie standen meist unter einem bestimmten Motto bzw. unter einer musikalisch-konzeptuellen Idee und waren somit eine Art „Themen-Konzerte“.

## Beispiele
Programme und spektakuläre Aufführungen:
Ausgangspunkt und Kriterium für die Zusammenstellung der GfkI-Projekte konnten etwa eine ungewöhnliche Werkbesetzung (Beispiel 1), eine spezifische Ausgangsperspektive (Beispiel 2) oder eine thematische Zuschreibung (Beispiel 3) sein; es galt: je ungewöhnlicher desto besser. Solche zunächst nicht-musikalischen Aspekte wurden zu einer konzeptionellen und musikalisch kohärenten Klammer ausgebaut, innerhalb derer die Musikwerke über Epochen und Stile hinweg im direkten klingenden Vergleich miteinander verbunden wurden, um somit neue Höraspekte zu eröffnen.

### Beispiel 1

#### Ausgangspunkt Besetzung

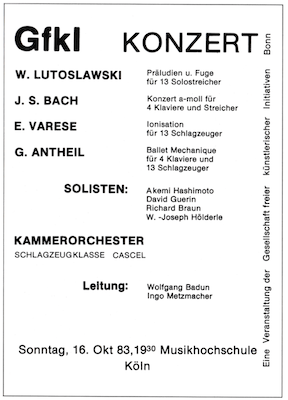
„Manch ein Veranstalter würde solche Programmideeen (sofern er sie überhaupt hätte ...) nach den ersten organisatorishen Überlegungen gleich wieder begraben – nicht so die GfkI-Leute: sie schrecken vor nichts zurück!“

- Ballet mécanique (1924) für 4 Klaviere und (13) Percussions von George Antheil
- Konzert für 4 Klaviere (BWV 1065) und (13) Streicher von Joh. Seb. Bach
- Ionisation für 13 Schlagzeuger (1931) von Edgar Varèse
- Präludium und Fuge (1972) für 13 Streicher von Witold Lutosławski

Motto: Das Zeitalter der Schlagzeuge hat begonnen. Ausgehend vom Ballet mécanique werden die Klangaspekte der Besetzung dieses Werkes durchdekliniert. Die vier Klaviere werden zum einen in der Kombination mit 13 Schlagzeuginstrumenten (Ballet mécanique) und zum anderen in der Kombination mit 13 Streichern (Bach Konzert) vorgestellt. Die 13 Instrumente erscheinen dann aus diesem (Begleit-)Zusammenhang mit den Klavieren herausgelöst noch einmal quasi solistisch: die Percussions in Ionisation und die Streicher in Präludium und Fuge. Wie verschieden oder ähnlich die gleiche(n) Instrumentengruppe(n) in den unterschiedlichen Kombinationen und „Sprachen“ der vier Komponisten klingen und wirken und wie das Klavier erstmals als quasi Percussionsinstrument eingesetzt wird, in diesen Über-Kreuz Kombinationen dargestellt und vermittelt.

### Beispiel 2

#### Ausgangspunkt Raumakustik
- Poème symphonique (1962) für 100 Metronome von György Ligeti
- Volumina (1962) für Orgel von György Ligeti
- Ramifications (1968) für 12 Streicher von Györgi Ligeti
- 3 Madrigale Itene o miei, Moro lasso, Ardita zanzaretta von Carlo Gesualdo

Das selten aufgeführte Poème symphonique ist der programmatische Drehpunkt dieses Konzertes. Als auditive Ausgangsperspektive wurde die Akustik einer Kirche gewählt; in diesem „Klangwirkungsraum“ (Hölderle) sollte sich die nüchterne mechanistische Ästhetik der 100 Metronome neu zu einer „reinen klangdramaturgischen Extase,“ einer quasi Klangraumkomposition entfalten (können). Klangraumkompositionen in Reinform, aber von ganz anderer Art, sind dann die den 100 Metronomen gegenübergestellten drei anderen Werke: Volumina für Orgel, das mit Clustern und Interferenzwirkungen flirrende Schwebungen im Raum erzeugt ebenso wie die Ramifikations für 12 Streicher und schließlich – als Sprung innerhalb der Klammer in die späte Renaissance – drei Madrigale für Chor (a cappella). Die stärkste Kontrastwirkung baut das Poème symphonique zu den Madrigalen auf; es ist dies der Kontrast der Ästhetik der Fluxus-Bewegung der 1960er Jahre und dem Stilverständnis der Vokalpolyphonie des 16. Jahrhunderts – aber auch der Kontrast zwischen einem mechanischen Apparat (das Metronom) multipliziert zu einem 100-stimmigen Musikinstrument und der menschlichen Stimme, multipliziert zum ebenfalls vielstimmigen A-cappella-Chorsatz. Auf diese Weise sollte in diesem Programm für das Publikum neben der Erfahrung der klanglichen Raumwirkungen der Musiken erkennbar werden, wie sich im Bezug auf das Verständnis dessen, was ein Musikinstrument sei und bedeutet, Begriffe und Vorstellungen in der Moderne verändern und erweitern.

### Beispiel 3

#### Ausgangspunkt Thematik

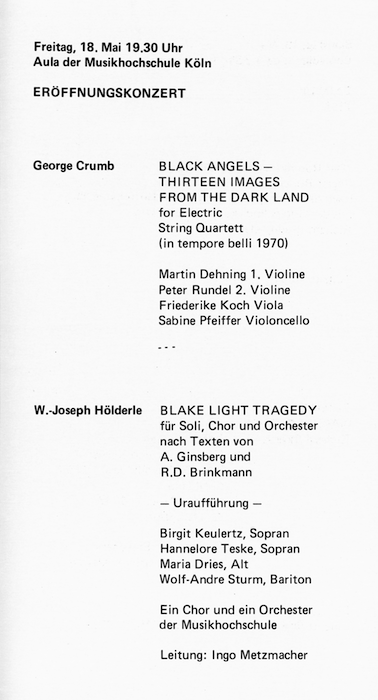
Eröffnungskonzert zum Festival ’84 in Köln mit den Black Angels und der Uraufführung der Blake Light Tragedy

- Black Angels (1970) von George Crumb
- Blake Light Tragedy (1982) von Joseph Hölderle

Das Programm thematisiert die „Dark Side“ oder „Dark World“” – womit die dunkle und abgündige Seite der menschlichen Existenz beziehungsweise Empfindungs- und Ausdruckswelt gemeint ist. Mittels der einander gegenübergestellten Werke zweier Komponisten der Gegenwart wird erlebbar gemacht, auf welch unterschiedliche kompositorische und musikalisch-dramatische Weise diese düstere Thematik ausgelotet werden kann.
Thema: George Crumb nimmt in Black Angels mit dem Untertitel in tempore belli eindeutig Bezug auf eine Kriegszeit und bezieht sich dabei auf das konkrete Kriegsereignis (und Leid) in Vietnam und lotet dies musikalisch in 13 Images aus.
Der Untertitel Wartime in der Blake Light Tragedy bedeutet ebenfalls Kriegszeit, wird aber von Joseph Hölderle poetologisch verstanden und auf das Wüten der Verzweiflung im Inneren des Menschen bezogen; dies spiegelt sich in den verwendeten Texten, die den »seelischen Höllentrip« (Der Komponist) der New Yorker Hipsters beschreiben.
Besetzung: Black Angels ist für Streichquartett und Zusatzinstrumente wie Kristallgläser, Tamtam, Maracas usw. besetzt, hinzu kommt eine elektronische Klangverstärkung der Instrumente, ohne die bestimmte Klangeffekte nicht hörbar wären. Die Blake Light Tragedy operiert mit der klassischen Vollbesetzung Soli, Chor und Orchester und setzt darüber hinaus selten zu hörende (weil äußerst rare) Spezialinstrumente wie Subkontrabass-Saxophon, Bassposaunen und Windmaschinen ein.
Klangeffekte: Beide Werke verwenden ungewöhnliche Klangeffekte, um einen halluzinatorischen und abgründigen Ausdruck zu erzielen. Die Mittel dafür sind besondere und teils geräuschhafte Spielweisen auf den Instrumenten. In Black Angels kommen Klangerzeuger wie beispielsweise Kristallgläser oder die auf die Instrumente aufgesetzte elektronische Verstärkung hinzu und in der Blake Light Tragedy sind die Sänger und der Chor mit Flüstern, Murmeln oder Sprechen sowie die oben genannten Spezialinstrumente an der Erzeugung solcher (orchestralen) Klangwirkungen mit beteiligt.
Kompositionsweise: Black Angels besteht aus 13 Bildern, die spiegelsymmetrisch um die Achse des 7. Bildes angeordnet sind. Eine mystisch-religiöse Zahlensymbolik organisiert Tongruppen und Abfolgen. Eine herausgehobene Rolle spielt die Zahl 13, welche die heilige Zahl 12 (die 12 Jünger Jesu) überschreitet und für den Tod (und Teufel) steht. Zahlenverhältnisse dienen der Feingliederung, wie z. B. im ersten Bild: 13 times 7 (13 Folgen von 7 Gruppen von 1/8 Wert) und 7 times 13 (4 Folgen von 13 Anschlägen und 3 Folgen der kleinen None (13 Halbtöne)). Die archaisch-mythische Konzeption ist religiös konnotiert, stilistisch sehr frei gehalten und sie greift auf verschiedene historische Zitate zurück.
Die Blake Light Tragedy besteht aus einer Abfolge von zersplitterten und sich überlagerten hochexpressiven Fragmenten, die „in sich“ stilistisch in der Nachfolge der europäischen Nachkriegsavantgarde stehen, jedoch bereits einer postmoderner Dramaturgie und Logik folgen. In ihrer explosiven Ballung und Wucht und den abrupten Wechseln in Ausdruck und Gestus entspricht diese Fragment-Lawine der Textvorlage, einer wilden Collage todestrunkener Poesie von Allen Ginsberg und Rolf Dieter Brinkmann sowie dem lateinischen Antiphon des 91. Psalms und einem Haiku.

### Beispiel 4

#### Ausgangspunkte Vielfalt
Die Festivals
Besonders das Festival ’84 (30 Werke von 12 Komponisten mit 40 Solisten, zwei Chören und Orchester binnen 5 Tagen) und das Festival ’85 (35 Werke von 22 Komponisten mit 45 Solisten und vier Ensembles binnen 12 Tagen) stärkten das Markenzeichen GfkI. Mit diesen Veranstaltungsreihen (Konzerte, Vorträge, Nachtsessions, Filmvorführungen, Matineen) sollte die Vielfalt an musikalischen Sprachen dokumentiert werden, wobei dennoch immer wieder thematische Schwerpunkte und musikalische Akzente der Orientierung gesetzt wurden.
Besondere Projekte
Kompositionswettbewerb
Dem innovativen Anspruch der Programmatik der GfkI folgend, fand im Rahmen des „Festivals ’85“ ein Kompositionswettbewerb in Kooperation mit dem Kulturamt der Stadt Köln, dem Westdeutschen Rundfunk, der Hochschule für Musik und einem Verlag statt. Ausgeschrieben wurde die Neukomposition eines Bläserquintetts. Während bei solchen Kompositionswettbewerben normalerweise alleine und meist in geheimer Abstimmung eine Jury über den oder die Gewinner entscheidet, sollte in diesem Fall zu gleichen Teilen das Publikum, die ausführenden Musiker und eine Fachjury (besetzt mit einem leitenden Redakteur des Rundfunks, drei Hochschulprofessoren, dem Kulturreferenten und je einem Vertreter der freischaffenden Szene und der GfkI) in die Entscheidungsfindung einbezogen werden. Das Experiment erwies sich als problematisch in der Durchsetzung und scheiterte in der letzten Konsequenz, berührte es doch einen der empfindlichsten Punkt der Avantgarde heute, die Frage nach den Auswahlkriterien und der Legitimation.

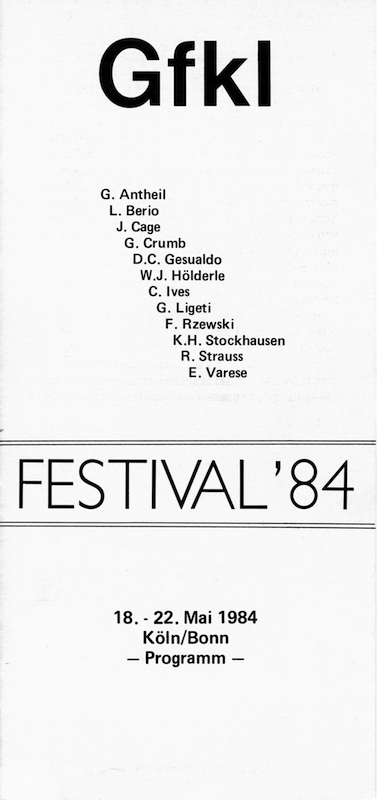
Festival 1984. Programmheft
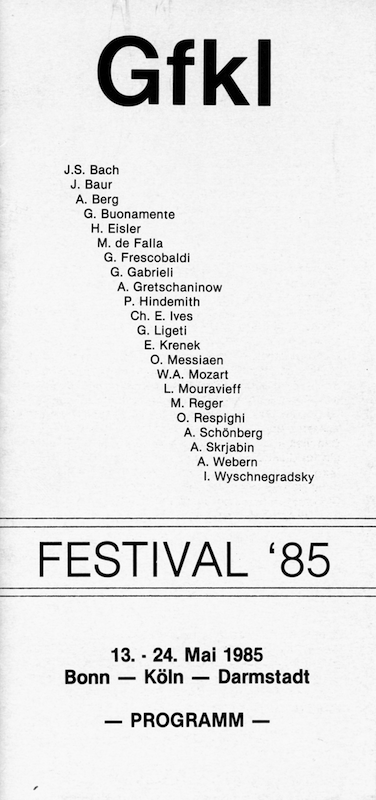
Festival 1985. Programmheft
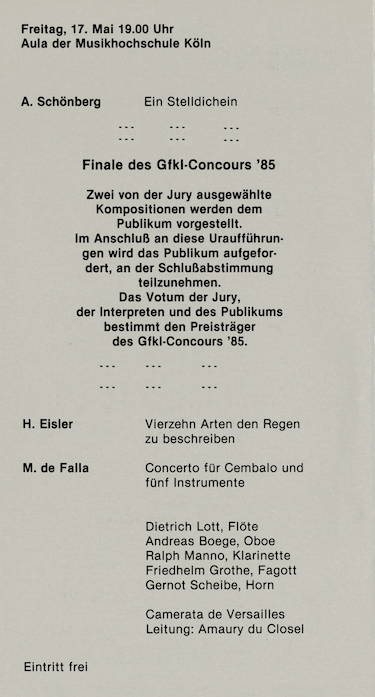
Concours / Konzert

## Auflösung der Gesellschaft
Zwei Gründe führten im Wesentlichen zur Auflösung der Gesellschaft:
1. Dissensen hinsichtlich der strategisch-programmatischen Ausrichtung.
2. Die GfkI-Ideen fanden zunehmend Eingang in die allgemeine Entwicklung.

Zu 1:
Im Verlaufe der Jahre kam es im Planungsstab der Gesellschaft zu unterschiedlichen Auffassungen in programmatischen und kulturpolitischen Fragen. Zur Disposition standen zwei grundsätzliche Ausrichtungen:
Ausrichtung A: Offenhaltung der Programme für alle kompositorischen Stilrichtungen innerhalb der Neuen Musik. Über die Abbildung des breiten Spektrums der stilistischen Vielfalt soll eine breite Diskussion mit und im Publikum über die Entwicklung der Neuen Musik angeregt werden, unter anderem mit Projekten wie der oben erwähnte Kompositionswettbewerb unter Beteiligung des Publikums und der Musiker an der Wertung. Der musikalische Entwicklungsprozess soll weiterhin organisch und sui generis verlaufen durch „den Erhalt der Macht des Publikums als die konstruktive und wertebildende Reibungsfläche zwischen Künstler und Öffentlichkeit“. Diese Linie wurde von W.-Joseph Hölderle präferiert.
Ausrichtung B: Öffnung der Konzertform hin zu experimentelleren Formaten (z. B. Inszenierungen), eine stärkere Integration von Werken, die das musikalisch Absurde und Spielerische transportieren, sowie eine Konzentration auf die etablierten Namen in der Avantgarde-Szene. Diese Linie wurde von Ingo Metzmacher präferiert.
Zu 2:
Wenige Jahre nach den ersten GfkI-Projekten nahmen zunehmend andere Veranstalter das Programmkonzept der GfkI auf. So hieß es beispielsweise im Programmheft der Philharmonie Köln von 1986: “Der Hörer wird Anstrengungen auf sich nehmen müssen, sie werden aber sein Interesse an der gegenwärtigen Kunst fördern und ihn vielleicht auch die klassischen Werke des Musikrepertoires neu hören lassen!” Auch in den Konzerten vieler Solisten und Ensembles fanden sich zunehmend Werkfolgen wie „Schönberg-Brahms-Webern“ oder „Stockhausen-Beethoven-Stravinsky“; das „Cross-Prinzip“ und der Brückenbau zwischen verschiedenen Stilen und Genres begann sich allenthalben durchzusetzen. Die neuen Ideen der GfkI hatten sich offensichtlich als befruchtend erwiesen und setzten sich langsam durch, wenngleich kaum oder selten mit der gleichen Raffinesse und Radikalität. „Die Entwicklung hat uns eingeholt, … sie ist uns gefolgt, worauf wir stolz sein könnten!“

## Einordnung/Aktualität
Das Verdienst der Gesellschaft freier künstlerischer Initiativen (GfkI) besteht darin, alte Programmstrukturen aufgebrochen und erweitert und konzeptionelle Querverbindungen über Stil- und Genre-Grenzen hinweg als neue Programmstruktur und Prinzip der Vermittlung etabliert zu haben. Damit wurden wesentliche Impulse und Anregungen für die darauffolgenden Entwicklungen gegeben.
Als eine der Folgen des Falls der innerdeutschen Mauer hat sich das bis dahin relativ verengte Kern-Repertoire der Neuen Musik wieder erweitert um jene Werke, die abseits des „Repräsentationsstils der Moderne“ (Hölderle/Essay dto.) im Westen andere Wege bezeichnen. Gleichzeitig nahm die Vielfalt der Konzertformate und die Freiheit in den Programmzusammenstellungen zu, was nicht selten in die Beliebigkeit abdriftet. Immer häufiger stellen seit einigen Jahren Programmmacher, Intendanten und Orchesterleiter wieder die Frage, was Beethoven, Bach oder Schumann uns Heutigen wieder oder noch zu sagen haben und wie diese Musikwerke, nicht zuletzt vor dem Hintergrund der abnehmenden allgemeinen musikalischen und kulturellen Bildung, verständlich dargestellt und adäquat vermittelt werden können.
Viele Überlegungen und Programmausrichtungen des jüngeren und gegenwärtigen Musiklebens greifen zentrale Ansätze und Ideen der Konzeption der GfkI-Projekte aus den frühen 1980er Jahren und damit die Mission der GfkI-Programmpioniere wieder auf: Brücken zu schlagen zwischen scheinbar Unvereinbarem und aus der heutigen Perspektive das Alte wieder neu bestaunen lernen.

### Liste der wichtigsten aufgeführten Komponisten
- Antheil, George
- Aperghis, Georges
- Aufenanger, Friedhelm
- Bach, Johann Sebastian
- Baur, Jürg
- Berg, Alban
- Berio, Luciano
- Boulez, Pierre
- Brahms, Johannes
- Buonamento, Giovanni Battista
- Cage, John
- Crumb, George
- De Falla, Manuel
- Drouet, Jean-Pierre
- Eisler, Hanns
- Frescobaldi, Girolamo
- Gabrieli, Giovanni
- Gesualdo, Carlo
- Gretschaninow, Alexander Tichonowitsch
- Hindemith, Paul
- Hölderle, Joseph
- Ives, Charles
- Kagel, Mauricio
- Krenek, Ernst
- Lappi, Pietro
- Leyendecker, Ulrich
- Ligeti, György
- Lutoslawski, Witold
- Lutz-Rijeka, Wilhelm
- Messiaen, Olivier
- Mouriavieff, Léon
- Moussorgski, Modest Petrowitsch
- Mozart, Wolfgang Amadeus
- Reger, Max
- Respighi, Ottorino
- Rzewski, Frederic
- Schönberg, Arnold
- Skrjabin, Alexander
- Stockhausen, Karlheinz
- Strauß, Richard
- Varèse, Edgar
- Webern, Anton
- Wyschnegradsky, Ivan

### Liste der wichtigsten mitwirkenden Ensembles und Künstler
- Alaria Ensemble, New York
- Auryn-Streichquartett (Matthias Lingenfelder, Jens Oppermann, Stuart Eaton, Andreas Arndt)
- Bonner Sinfonietta (Ltg. Wolfgang Badun)
- Camerata de Versailles, Paris (Ltg.: Amaury du Closel)
- Collegium musicum vocale Köln (Ltg.: Dieter Gutknecht)
- Forma3, Paris (Musiktheatergruppe)
- Mannheimer Streichquartett (Daniel Bell, Shinkyung Kim, Sebastian Bürger, Armin Fromm)
- Sebastian Streichquartett (Ursula Esch, Karel Walravens, Florian Kapitza, Sebastian Frick)
- Singspiel Köln, Vokalensemble (Ltg.: Norbert Bolin)
- Anders, Paul – Posaune
- Arrenas, Patricia – Klavier
- Badun, Wolfgang – Dirigent
- Boege, Andres – Oboe
- Bolin, Norbert – Dirigent
- Böttger, Andreas – Schlagzeug
- Braun, Richard – Klavier
- De Bruyn, Christian – Klavier
- Dehning, Martin – Violine
- Dombrowski, Detlev – Trompete
- Dries, Maria – Alt
- Du Closel, Amaury – Dirigent
- Elisbeth Grau – Oboe
- Fervers, Andreas – Klavier
- Fromm, Armin, Violoncello
- Green-Armytage, Christopher – Klavier
- Griffith, Beth – Gesang
- Grothe, Friedhelm – Fagott
- Guerin, David – Klavier
- Gutknecht, Dieter – Dirigent
- Hardenberg, Roland – Violine
- Hashimoto, Akemi – Klavier
- Havenith, Raymund – Klavier
- Hizden von Lupaszkov, Josef – Trompete
- Hoitenga, Camilla – Flöte
- Hölderle, Joseph – Klavier
- Jüttendonck, Christian – Violoncello
- Kasper, Michael M. – Violoncello
- Keulertz, Birgit – Sopran
- Koch, Frederike – Viola
- Kondas, Matthias – Posaune
- Koy, Henrik – Sprecher
- Kretschmar, Herrmann – Klavier
- Lott, Dietrich – Flöte
- Machnik, Hubert – Sprecher
- Manno, Ralph – Klarinette
- Metzmacher, Ingo – Dirigent
- Metzmacher, Ingo – Klavier
- Metzmacher, Rudolf – Violoncello
- Müller, Rainer – Klarinette
- Niesemann, Michael – Oboe
- Obst, Michael – Klavier
- Oh, Jimin – Klavier
- Oldemeyer, Klaus – Klavier
- Oppermann, Jens – Violine
- Pelegrini, Antonio – Violine
- Pfeiffer, Sabine – Violoncello
- Rundel, Peter – Violine
- Scheibe, Gernod – Horn
- Schüler, Peter – Klarinette
- Stenz, Markus – Dirigent
- Sturm, Wolf-André – Bass-Bariton
- Teske, Hannelore – Sopran
- Varsanyi, Miklos – Horn
- Vickers, Catherine – Klavier
- Wakefield, Benjamin – Sprecher
- Wicke, Berthold – Orgel
- Windfuhr, Ulrich – Dirigent
- Zeijl, Freerk – Flöte

## Belege
1. ↑  Satzung der GfkI, S. 3, 1982
2. ↑  S. 2, Satzung von 1982
3. ↑  Satzung der GfkI 1982
4. ↑  GfkI-Festivalprogramm 1984/Vorwort
5. ↑  Hans G. Schürmann, Kritiker Bonner Stadtanzeiger/Festschrift zum 5-jährigen Bestehen/Hrsg.GfkI Köln/Bonn.
6. ↑  In Journal, Hrsg. Hochschule für Musik Köln / Landesbibliothek NRW Gesellschaft freier künstlerischer Initiativen
7. ↑  Untersuchungen (Memento des Originals vom 28. Juli 2017 im Internet Archive)  Info: Der Archivlink wurde automatisch eingesetzt und noch nicht geprüft. Bitte prüfe Original- und Archivlink gemäß Anleitung und entferne dann diesen Hinweis. zum Streichquartett Black Angels/audimax
8. ↑  W.-Joseph Hölderle: Die Repräsentationsstruktur der Neuen Musik, Essay 1994
9. ↑  Programmheft Kölner Philharmonie Spielzeit 1986
10. ↑  Ingo Metzmacher, Schreiben v. 17. Januar 1986/Privatarchiv